# Batalla de Goodenough
La batalla de Goodenough —también llamada Operación Drake— se libró entre el 22 y el 27 de octubre de 1942 en la isla Goodenough, en el Territorio de Papúa, entre las fuerzas de los Aliados y del Imperio del Japón durante la Guerra del Pacífico de la Segunda Guerra Mundial. Los Aliados atacaron al Kaigun Rikusentai (las Fuerzas Navales Especiales) para negarle a los japoneses la posibilidad de usar la isla antes de la campaña de Buna, pues las tropas niponas habían quedado varadas allí durante la batalla de la bahía de Milne.
La Drake Force, compuesta por el 2/12.º Batallón de Australia y sus agregados, desembarcó el 22 de octubre en el extremo sur de la isla, en las bahías de Mud y Taleba, y tras una corta pero intensa lucha las fuerzas japonesas se retiraron a la isla Fergusson el 27 de octubre. Después de la batalla, los Aliados desarrollaron Goodenough y convirtieron la isla en una importante base para las siguientes operaciones militares de la guerra.

## Antecedentes
La isla Goodenough es la más septentrional de las islas de Entrecasteaux al noreste de la isla de Nueva Guinea, de la cual está separada 24 km por el estrecho de Ward Hunt. La isla está a 105 km por mar desde la bahía de Milne y a 298 km de Port Moresby. Su ubicación a lo largo de la ruta marítima entre Buna y la bahía de Milne la hicieron estratégicamente importante a fines de 1942. Goodenough tiene una forma ovalada, con un tamaño cercano a los 34 km de largo, 21 km de ancho y una franja costera de hasta 8 km de ancho cubierta de praderas y atravesada por arroyos y pantanos costeros. Luego la isla se eleva bruscamente hasta la cumbre del monte Vineuo, a 2536 metros sobre el nivel del mar.
Mientras que el lado occidental de Goodenough estaba cubierto por bosque lluvioso y selva, al noreste había llanuras de hierba cubiertas por las especies Imperata cylindrica y Themeda triandra. Estos sitios eran adecuados para la instalación de aeródromos, pero los mejores fondeaderos de la isla estaban en las bahías de Mud al sureste, Taleba al suroeste y Beli Beli al este. Otros sitios estaban obstruidos por arrecifes de coral o expuestos a la intemperie, o solo podían acomodar embarcaciones de poca profundidad cercanas a los 3,7 m o menos, lo que los hacía inadecuados para esa función. La isla no tenía carreteras, y no había transporte motorizado o animal. Ni el interior de la isla ni las aguas circundantes se cartografiaron adecuadamente en 1942. A menudo faltaban características importantes en los mapas, y la ortografía de los nombres de algunas ubicaciones difería de un mapa a otro.
Las aeronaves y los barcos que se dirigían desde la bahía de Milne a Buna y viceversa tenían que pasar cerca de Goodenough, por lo que una presencia aliada en la isla podría advertir sobre las operaciones japonesas y así negarles la oportunidad. La geografía de la isla también permitía la construcción de pistas de aterrizaje de emergencia en las áreas planas, lo que sería de gran ayuda para las campañas que se llevaban a cabo en las áreas circundantes.